# Rybnov (hrad)
Rybnov je zaniklý hrad, který stával na břehu Holanského rybníka v Rybnově u Holan v okrese Česká Lípa.

## Historie
Rybnov byl ve starší literatuře označován jako tvrz. Mezi hrady jej zařadili František Gabriel a Jaroslav Panáček.
Hrad byl založen v letech 1437–1438 Zikmundem z Vartenberka. První písemná zmínka pochází z roku 1440, kdy byl správním centrem zdejšího panství. Vartenberkové zde nesídlili a hrad s panstvím spravovali úředníci, z nichž je z roku 1534 znám pouze Alexej Kyj z Kyjova. Někdy kolem poloviny šestnáctého století hrad přestal sloužit jako panské sídlo, kterým se stal zámek v Zahrádkách, ale po určitou dobu na něm ještě bydleli vrchnostenští úředníci. Zprávy o opuštění a zániku hradu se nedochovaly.

## Podoba
Většina pozůstatků hradu zanikla v důsledku úprav, které probíhaly od počátku devatenáctého století. Dochovaly se jen nepatrné fragmenty zdiva z místního pískovce spojovaného vápennou maltou. Předpokládá se, že dispozice hradu byla dvoudílná, ale dochovala se jen plocha hradního jádra a případné předhradí zcela zaniklo. Mohlo se nacházet na jihovýchodní straně, kde je hradní jádro vymezeno ve skále vytesaným, 6–8 metrů širokým, příkopem. Nejspíše po roce 1840 byl příkop prohlouben a uzpůsoben pro odtok vody z rybníka. Přístup do hradu vedl nejspíše v místech kamenného mostu z roku 1801. Druhou možností je, že předhradí bývalo na severozápadní straně, odkud vede na plošinu hradního jádra cesta. Je však možné, že byla vybudována až v souvislosti s přilehlým hospodářským dvorem. Drobné relikty zdiva jsou pravděpodobně pozůstatkem opevnění hradního jádra.